# 第35回全日本大学サッカー選手権大会
第35回全日本大学サッカー選手権大会は1986年（昭和61年）11月27日から11月30日にかけて開催された全日本大学サッカー選手権大会である。早稲田大学が8年ぶり7回目の優勝を果たした。

## 概要
9地域の代表15校と総理大臣杯全日本大学サッカートーナメント優勝校が参加した。

### 大会日程
- 1986年11月27日 - 1回戦
- 1986年11月28日 - 準々決勝
- 1986年11月29日 - 準決勝
- 1986年11月30日 - 決勝、三位決定戦

### 開催競技場
- 西が丘サッカー場（1回戦・準々決勝・準決勝・決勝）
- 駒沢競技場（1回戦・準々決勝）
- 江戸川区陸上競技場（1回戦）
- 大宮サッカー場（1回戦）

## 出場大学
- 大阪体育大学（総理大臣杯優勝・2年連続9回目）
- 札幌大学（北海道代表・2年ぶり18回目）
- 仙台大学（東北代表・2年ぶり8回目）
- 東海大学（関東第1代表・初）
- 早稲田大学（関東第2代表・2年連続16回目）
- 順天堂大学（関東第3代表・2年ぶり3回目）
- 国士舘大学（関東第4代表・3年連続5回目）
- 金沢大学（北信越代表・2年ぶり12回目）
- 愛知学院大学（東海代表・3年連続8回目）
- 同志社大学（関西第1代表・2年連続8回目）
- 大阪商業大学（関西第3代表・7年連続18回目）
- 京都産業大学（関西第4代表・2年ぶり3回目）
- 島根大学（中国代表・3年ぶり4回目）
- 高知大学（四国代表・3年連続4回目）
- 福岡大学（九州代表・2年連続14回目）
- 九州産業大学（九州代表・2年ぶり17回目）

## 試合日程・結果

### 1回戦
| 1986年11月27日 |

| 東海大学      | 2 - 0 | 金沢大学 |
| 飯田 · 自殺点 |       |          |

| 西が丘サッカー場 |

| 1986年11月27日 |

| 高知大学       | 3 - 3 延長 (PK 1-3) | 京都産業大学   |
| 西田2 , · 岡村 |                     | 西田 · 大上2 , |

| 西が丘サッカー場 |

| 1986年11月27日 |

| 順天堂大学            | 4 - 2 | 仙台大学  |
| 堀池 · 平川2 , · 滝上 |       | 佐藤 · 藤 |

| 大宮サッカー場 |

| 1986年11月27日 |

| 九州産業大学 | 0 - 1 | 大阪体育大学 |
|              |       | 高橋         |

| 大宮サッカー場 |

| 1986年11月27日 |

| 早稲田大学             | 3 - 2 | 福岡大学    |
| 田中章 · 大榎 · 松山吉 |       | 牛谷 · 平石 |

| 江戸川区陸上競技場 |

| 1986年11月27日 |

| 札幌大学             | 3 - 2 | 大阪商業大学 |
| 鈴木学 · 片石 · 岩瀬 |       | 高木 · 大本  |

| 江戸川区陸上競技場 |

| 1986年11月27日 |

| 国士舘大学                                 | 7 - 0 | 島根大学 |
| 向島2 , · 大石 · 岸本 · 簔口 · 柱谷 · 大道 |       |          |

| 駒沢競技場 |

| 1986年11月27日 |

| 愛知学院大学  | 1 - 0 | 同志社大学 |
| 杉山正 後14分 |       |            |

| 駒沢競技場 |

### 準々決勝
| 1986年11月28日 |

| 東海大学              | 4 - 0 | 京都産業大学 |
| 矢藤2 , · 飯田 · 前田 |       |              |

| 西が丘サッカー場 |

| 1986年11月28日 |

| 順天堂大学 | 1 - 1 延長 (PK 3-4) | 大阪体育大学 |
| 平野       |                     | 柳           |

| 西が丘サッカー場 |

| 1986年11月28日 |

| 早稲田大学      | 2 - 0 | 札幌大学 |
| 松山吉 · 自殺点 |       |          |

| 駒沢競技場 |

| 1986年11月28日 |

| 国士舘大学 | 1 - 0 | 愛知学院大学 |
| 柱谷       |       |              |

| 駒沢競技場 |

### 準決勝
| 1986年11月29日 |

| 東海大学                       | 4 - 2 | 大阪体育大学   |
| 前田 (PK) · 前田 · 前田 · 前田 |       | 奥村 (PK) · 柳 |

| 西が丘サッカー場 |

| 1986年11月29日 |

| 早稲田大学 | 1 - 0 | 国士舘大学 |
| 三橋       |       |            |

| 西が丘サッカー場 |

### 三位決定戦
| 1986年11月30日 |

| 大阪体育大学     | 3 - 3 延長 (PK 5-6) | 国士舘大学         |
| 柳 · 高橋 · 島田 |                     | 簔口 · 岸本 · 簔口 |

| 西が丘サッカー場 |

### 決勝
| 1986年11月30日 |

| 東海大学 | 0 - 4 | 早稲田大学                        |
|          |       | 松山吉 前3分 · 池田 · 大榎 · 三橋 |

| 西が丘サッカー場 |

## 最終結果
| 第35回全日本大学サッカー選手権大会 優勝チーム |
| --------------------------------------------- |
| 早稲田大学 8年ぶり7回目                       |

## 主な出場選手
- 松山吉之（早稲田大学）
- 大榎克己（早稲田大学）
- 前田治（東海大学）
- 石末龍治（東海大学）
- 柱谷哲二（国士舘大学）
- 向島建（国士舘大学）
- 簔口祐介（国士舘大学）
- 武田亘弘（大阪体育大学）
- 堀池巧（順天堂大学）
- 平川弘（順天堂大学）
- 高木琢也（大阪商業大学）